# 다운사이징 (영화)
《다운사이징》(영어: Downsizing)은 2017년 개봉한 미국의 SF, 코미디, 드라마 영화이다. 알렉산더 페인이 감독과 각본을 맡았으며, 짐 테일러 역시 각본에 참여했다. 제74회 베네치아 영화제 코미디부문 진출작이다.

## 시놉시스
알렉산더 페인 감독의 SF 코미디 영화로 다운사이징이란 말 그대로 down+size(sizing), 크기를 작게 줄이는 것이라는 정도의 뜻으로 인구과잉, 한정된 자원, 환경오염 등으로 시끄러운 미래의 세상 속에서 문제를 해결하기 위해 과학자들은 인간을 12.7cm로 작게 만드는 기술을 만들어냈고 1억이 120억 되는 돈의 가치마저 달라지는 세상을 만들어냈다. 인구과잉에 대한 해결책으로 인간 축소 프로젝트 '다운사이징' 기술이 개발된 세상 속의 다양한 이야기를 다루고있다. 

## 출연진

### 주연
- 맷 데이먼 : 폴 사프라넥 역
- 크리스토프 왈츠 : 두샨 미르코비치 역
- 홍 차우 : 녹 란 트란 역

### 조연
- 크리스틴 위그 : 오드리 사프라넥 역
- 제이슨 서디키스 : 데이브 존슨 역
- 닐 패트릭 해리스 : 제프 역
- 로라 던 : 로라 역
- 롤프 라스가드 : 닥터 요르겐 역
- 우도 키에르 : 콘라드 역
- 마리베스 먼로 : 캐롤 존슨 역
- 소렌 필마르크 : 안드레야스 야콥센 박사 역

### 단역
- 제인 하우디쉘 : 폴의 엄마 역
- 돈 레이크 : 최종 고객 역
- 조아킴 드 알메이다 : 페레이다 박사 역
- 페페 세르나 : 세뇨르 카르데나스 역
- 패트릭 갤러거 : 술 취한 남자 역
- 브렌단 베이저 : 동창생 역
- 비나 수드 : 레저랜드 주부 역
- 후안 카를로스 벨리스 : 콜 센터 직원 역
- 제프 클락 : 이혼 변호사 역
- 제임스 반 데 빅 : 마취과 의사 역
- 워렌 벨 : 툰드 역

## 평가
맷 데이먼 주연 영화로 흥미로운 소재로 화제를 끌었다. 인간 축소라는 신선한 소재로 독특한 미래에 시선을 끌었으나 개봉 후 평가가 엇갈리며 많은 대중의 혹평을 받았다.

## 수상
- 2017년 제22회 부산국제영화제 후보 월드 시네마
- 2017년 제74회 베니스국제영화제 후보 경쟁부문
- 2017년 제42회 토론토국제영화제 후보 아워 디지털 퓨처, 특별한 발표 부문
- 2017년 제37회 하와이국제영화제 후보 갈라 프레젠테이션
- 2017년 제61회 런던 국제 영화제 후보 헤드라인 갈라
- 2017년 제28회 스톡홀름영화제 후보 아이콘
- 2017년 제22회 데살로니키 국제 영화제 후보 특별상영
- 2017년 제19회 리우 데 자네이루 국제영화제 후보 월드 파노라마
- 2017년 제44회 텔루라이드 영화제 후보 장편 부문
- 2018년 제75회 골든 글로브 시상식 후보 여우조연상
- 2018년 제24회 미국 배우 조합상 후보 영화부문 여우조연상
- 2018년 제23회 크리틱스 초이스 시상식 후보 여우조연상
- 2018년 제44회 새턴 어워즈 후보 최우수 판타지영화상

## 기타
- 미술: 스테파니아 셀라
- 세트: 카렌 맨데이
- 세트: 오데타 스토다드
- 세트: 패트리샤 라만
- 소품팀: 킴벌리 자하르코
- 의상: 웬디 척
- 배역: 존 잭슨